# Малер, Теоберт
Те́оберт Ма́лер (нем. Teobert Maler, исп. Teoberto Maler; 12 января 1842, Рим, Папская область — 22 ноября 1917, Мерида (Юкатан), Мексика) — австрийский архитектор, инженер-строитель, фотограф, путешественник, археолог, антрополог и исследователь руин цивилизации майя.
Родился в Риме в семье немецкого дипломата, представляющего Великое герцогство Баденское. Изучал архитектуру и строительную инженерию. С 1863 года жил и работал в Вене у архитектора Генриха Ферстеля, спроектировавшего Вотивкирхе. В 1864 году Малер в составе австрийского военно-инженерного корпуса отправился в Мексику, где участвовал в войне на стороне Максимилиана I вплоть до казни последнего 19 июня 1867 года.
Из-за своего интереса к мезоамериканским культурам Малер принял решение остаться в стране, проведя в Мексике больше половины жизни. Он изучал тотонакские и сапотекские языки, много путешествовал, снабжая отчёты о своих поездках фотографиями. В период 1886—1910 годов Малер действовал на Юкатане. Опрашивая местных жителей, он обнаружил скрытые растительностью руины нескольких городов майя, которые зарисовал и сфотографировал. Освоив фотографию, в 1876 году Малер фотографировал руины Митлы, а в 1877 году — Паленке, убедившись, что зарисовки прежних путешественников неточно передают формы зданий и иероглифических надписей. В 1878—1884 годах Т. Малер жил в Париже, улаживая дела о наследстве, и получая квалификацию американиста. В 1884 году получил австрийское подданство. Далее поселился в Тикуле, изучая юкатекский язык, и открыл фотостудию. Практически ежегодно фотографировал руины Мексики и Гватемалы, особенно в регионе Эль-Петен и вдоль течения реки Усумасинта. В 1898—1912 годах публиковал отчёты в трудах Института Пибоди. Завершил экспедиционную деятельность в 1905 году, в 1910 году совершил вторую длительную поездку в Европу, но не сумел найти покупателей своего фотоархива и спонсоров для издания трудов. Участвовал в XVII и XVIII Международных конгрессах американистов (1910 и 1912), на которых устраивал фотовыставки, и получил ничтожный гонорар от продажи части негативов Парижской национальной библиотеке (152 фото за 750 франков). Остаток жизни провёл в Мериде, работая фотографом и гидом, в этом городе он и скончался. Кончина Малера почти не вызвала некрологов; могила его утрачена. Оставшиеся от Т. Малера рукописи публиковались в период 1930—1990-х годов. Мраморный бюст Теоберта Малера установлен в городском музее Мериды во внутреннем дворе. Находки и фотографии Малера хранятся в музеях Германии, США и Мексики.

## Биография

### Основные события
Отец — Фридрих Малер (1799—1875) — в 1834—1843 годах находился на дипломатической службе великого герцога Баденского в Папском государстве и Неаполитанском королевстве. Карл Максимилиан Малер (1758—1809) — отец Фридриха и дед Теоберта — в начале XIX века был администратором в Мюлльхайме, а затем чиновником в налоговом управлении Карлсруэ. Фридрих Малер был женат на дочери окружного головы из Крайльсхайма Вильгельмине (1819—1843). Семья имела баденское подданство. Теоберт появился на свет 12 января 1842 года в Риме, детство и юность Теоберта прошли в Баден-Бадене, где он закончил гимназию. Получал образование инженера-строителя и архитектора в Высшей технической школе Карлсруэ. С 1863 года жил и работал в Вене у архитектора Генриха Ферстеля, спроектировавшего Вотивкирхе, но, видимо не смог наладить с работодателем общего языка. Записался вольноопределяющимся в Мексиканскую экспедицию эрцгерцога Максимилиана; австрийский отряд высадился в Веракрусе 30 декабря 1864 года. Дослужился до гауптмана 18-го пехотного батальона. После капитуляции оккупационных войск в 1867 году остался в Мексике, много путешествовал по центральной части страны (штаты Герреро и Оахака), зарабатывая на жизнь как фотограф. В 1875 году совершил путешествие на Теуантепек, где проводил археологические раскопки; собранная им коллекция находится в Берлинском этнологическом музее. В 1877 году он добрался до руин Паленке. После смерти отца он вернулся в Европу в 1878 году и долго урегулировал наследственные дела. Тогда же он подал документы на получение австрийского подданства, которое получил в 1884 году. Выполненные им фотографии принесли ему признание в профессиональном сообществе американистов Парижа; некоторые публикации Малера появились в европейских журналах.
Урегулировав дела, 9 марта 1885 года Малер высадился в Прогресо; с тех пор его главным домом стала Мерида. Всего через два дня он снял дом № 17 на Сегунда-Калле-де-Пениче-Гутьеррес, где проживал два года. Далее он открыл фотостудию в Тикуле, планируя систематически обследовать археологические памятники майя. С декабря 1886 по июнь 1894 годов Малер почти непрерывно изучал древности, посетив около ста городищ, многие из которых открыл. Его главным проектом был грандиозный фотографический атлас юкатанских древностей, так и оставшийся нереализованным. В 1895 году Т. Малер был нанят Музеем Пибоди, под эгидой и на средства которого осуществил три экспедиции в Гватемале (Петен), Чьяпасе и Британском Гондурасе. Далее он рассорился с Эдвардом Томпсоном — почётным консулом США на Юкатане и владельцем зоны раскопок в Чичен-Ице: его деятельность Малер рассматривал как грабёж и контрабанду. Последнее серьёзное полевое исследование Малер проводил в 1905 году в Наранхо. После ссоры с руководством музея Малер вернулся в Мериду; в 1907 или 1908 году он арендовал дом на территории поместья Херардо Мансанилья Монторе (59-я улица, дом № 619), в котором и прожил до самой смерти 22 ноября 1917 года.

### Завещание как источник биографии
Последняя воля Т. Малера заверена 21 ноября 1917 года нотариусом Томасом Аснаром Ривасом при трёх свидетелях, двое из которых носили немецкие фамилии. В общей сложности распоряжений было четыре. Согласно первому, Национальному музею Мексики передавались фотонегативы мексиканских археологических памятников. Рукописи научных трудов и музейные экспонаты, хранящиеся дома, передавались австро-венгерскому консульству. Имевшиеся финансовые активы должны были пойти на погашение долгов и погребение; прочее имущество передавалось равными долями четырём наследникам: сеньорите Исабель Галас, её несовершеннолетним дочерям Наталии и Лусилле, и несовершеннолетнему сыну Хосе Эдувихису Галасу. Четвёртым распоряжением назначался душеприказчик дон Хуан Клазинг. По словам исследователей Альмы Дуран-Мерк и Штефана Мерка, это показывает, что Малер продолжал ощущать свою культурную и национальную связь с немецкоговорящей Европой, хотя испанизировал своё имя — «дон Теоберто». 
Исследователь обладал следующими материальными активами: в завещании перечислялись 216 акций Banco Peninsular Mexicano. Он приобрёл их в 1905 году в количестве 260 штук номинальной стоимостью 34 000 песо, что и составляло основу его капитала. Мировой банковский кризис 1907 года сильно обесценил эти активы, но материальное положение Малера в 1907—1917 годах никем не исследовалось. По некоторым данным, стоимость отцовского наследства в 1885 году составляла около 33 000 песо, и факт, что почти двадцать лет стартовый капитал составлял почти неизменную сумму, когда Малер до 1895 года финансировал свои поездки сам, свидетельствует, что он зарабатывал как фотограф или перепродажей древностей. Факт, что материальные активы неженатый и бездетный Малер передал семейству Галас, относившемуся к низшему сословию (они были неграмотными), и он с 1912 года содержал Галасов (по 50 песо в месяц, даже если его не было в стране — сумма, эквивалентная месячному жалованью клерка среднего звена), возможно, подтверждает слухи, что между ним и Исабель Галас существовали «особые отношения». А. Дуран-Мерк и Ш. Мерк предполагали, что Исабель являлась незаконной дочерью Малера, а её дети — его внуками. Дело о разделе имущества тянулось от 24 ноября 1917 года по 27 июля 1918 года.
Опись имущества, находившегося у Малера дома, проходила с 26 по 28 ноября 1918 года; в нём участвовали душеприказчик Клазинг, судебный чиновник, а в первый день ещё инспектор древностей дель Посо и М. Анхель Фернандес — директор школы изящных искусств. Судя по описи, в доме не нашлось наличных денег или предметов искусства и древности. Личные вещи и мебель не представляли художественной или большой материальной ценности; оборудование фотостудии было очень старым и изношенным, несколько предметов отсутствовали. Из-за того, что генеральный консул Австро-Венгрии проживал в США и был там интернирован, решением суда 2 мая 1918 года была проведена вторичная опись имущества с точным указанием ценности и стоимости. В этой описи 182 позиции. Всего нашлось 1088 негативов археологических фотографий и 1388 отпечатков разного формата, фотоальбом, три фотокамеры с набором объективов, штативы, три печатных пресса, камера-люцида, оборудование для фотопечати, а также приспособления для изготовления рамок. Также зафиксировано пять коробок с рукописями и документацией, и около сотни книг и брошюр на разных языках. Фотоархив, передаваемый в Мехико, оценили в 544 песо (1 мексиканский песо равнялся 48 американским центам или двум немецким маркам) Акции Малера обесценились до суммы 648 песо, в описи также числилась 1000-франковая банкнота (344 мексиканских песо) и долговое обязательство на 342 песо. Полная оценка имущества составила 3064 песо, что было заниженной суммой, вероятно, чтобы уменьшить размер налога на наследство. Кроме того, Малер просрочил 11 месяцев арендной платы — в сумме 440 песо. Похороны обошлись в 301 песо; семейству Галас в итоге досталось 110 песо и 95 сантимов, оборудование фотостудии, мебель и некоторые личные вещи покойного. Архивный фонд Малера в Иберо-американском институте в Берлине соответствует описи имущества, передаваемого австро-венгерскому консульству. Коллекция, находящаяся в Гамбурге, была продана в Мехико, а в 1935 году её перевезли в Германию.

## Теоберт Малер — майянист

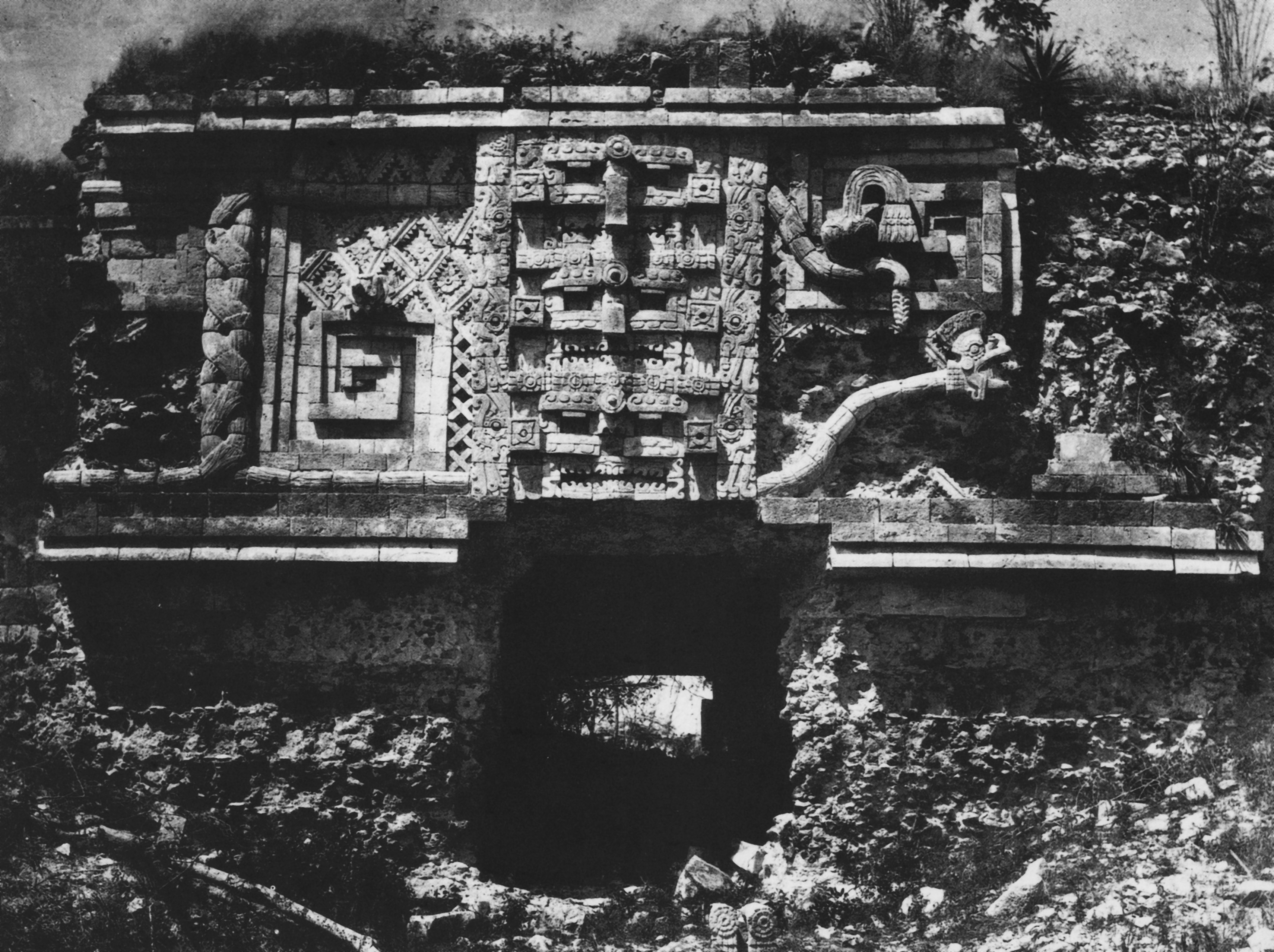
Типичное археологическое фото Т. Малера. Запечатлён фриз одного из зданий в Ушмале

В XXI веке Теоберт Малер считается одним из наиболее активных исследователей на донаучном этапе развития мезоамериканистики, который занимался фотофиксацией древних памятников, какими они представали перед путешественниками. Как и его предшественники и старшие современники — Дезире Шарне, супруги Огюст и Элис Ле Плонжон и Альфред Персиваль Модсли — он за собственные средства добирался до заросших лесом археологических руин и фиксировал их на стеклянные фотопластинки. По оценке Франка Штефана Коля и Грегора Вольфа, за период 1885—1910 годов Теоберт Малер добрался до 150 городищ на территории Чьяпаса, Юкатана и Петена, многие из которых он открыл и зафиксировал. Помимо археологических памятников его интересовало аборигенное население, городские виды, пейзажи, растения и животные, ландшафты. Как и Модсли, Малер использовал широкоугольные камеры и фотопластинки по технологии мокрого коллоида, позволявшие запечатлевать мельчайшие детали памятников. Майкл Ко, отмечал, что качество археологических фотографий Малера и Модсли превосходили работы последующих поколений археологов во всех отношениях. Малер не делал прорисовок, был плохим рисовальщиком и не интересовался иероглификой («Сомневаюсь, что он вообще знал, что такое дата по долгому счёту»). Его фотоархив составляет полноценный корпус текстов, который образовал основу, на которую опирался успех дешифровки письма майя. Коль и Вольф отмечали также исключительную эстетическую ценность фоторабот Т. Малера, который, будучи по образованию архитектором и интересуясь живописью, сознательно выстраивал композицию и хорошо представлял, как будет выглядеть трехмерный объект на двухмерном изображении. Со временем Теоберт Малер поставил перед собой задачу зафиксировать памятники всех значимых археологических городищ со всеми зданиями, стелами, скульптурными фризами и надписями. Эта задача требовала очистки зданий от растительности, сооружать из подручных материалов леса и лестница, для наиболее эффектных видов приходилось ожидать погоды или особого положения солнца, чтобы получить наиболее чёткий рельеф местности или правильное расположение теней, снимать вниз головой, и так далее. Опрокинутые стелы и круглые скульптуры приходилось поднимать с земли. Обомшелую поверхность стел и фризов Малер промывал, очищал от мха и лишайников, и иногда смачивал поверхность, зная, что на чёрно-белом фотоизображении даже мельчайшие линии станут весьма контрастными. В Чичен-Ице он работал в зимний период, когда солнце не поднималось до зенита, и Малер использовал магниевую вспышку. Негативы проявлялись на месте, чтобы в случае необходимости сделать снимки лучшего качества. В Тикале и Чичен-Ице Малер использовал тёмные помещения в пирамидах и «дворцах», а в Наранхо оборудовал фотолабораторию в пещере. Объекты съёмок тщательно фиксировались и подписывались, а также наносились на топографический план.
Археолог Роберт Бранхаус отмечал, что во многих отношениях Малер, который практически не занимался археологическими раскопками, сильно опередил своё время. Во-первых, он был возмущён легкостью, с которым досужие путешественники или сборщики чикле разрушали древние произведения искусства, а археологи стремились выломать наиболее эффектные скульптуры и забрать их с собой. Во-вторых, исследуя древние изображения во множестве городов, Малер осознал, что государства майя были густо населены, а их общества были строго иерархическими и практиковали человеческие жертвоприношения. Хотя на склоне дней Малер общался с Сильванусом Морли, он, вероятно, не сумел передать ему своё видение юкатанского прошлого (и очень плохо говорил по-английски), и Морли на полвека утвердил в археологии миф о полупустых церемониальных центрах майя, на вершине пирамид которых жрецы-математики наблюдали за звёздами.

## Малер и Атлантида

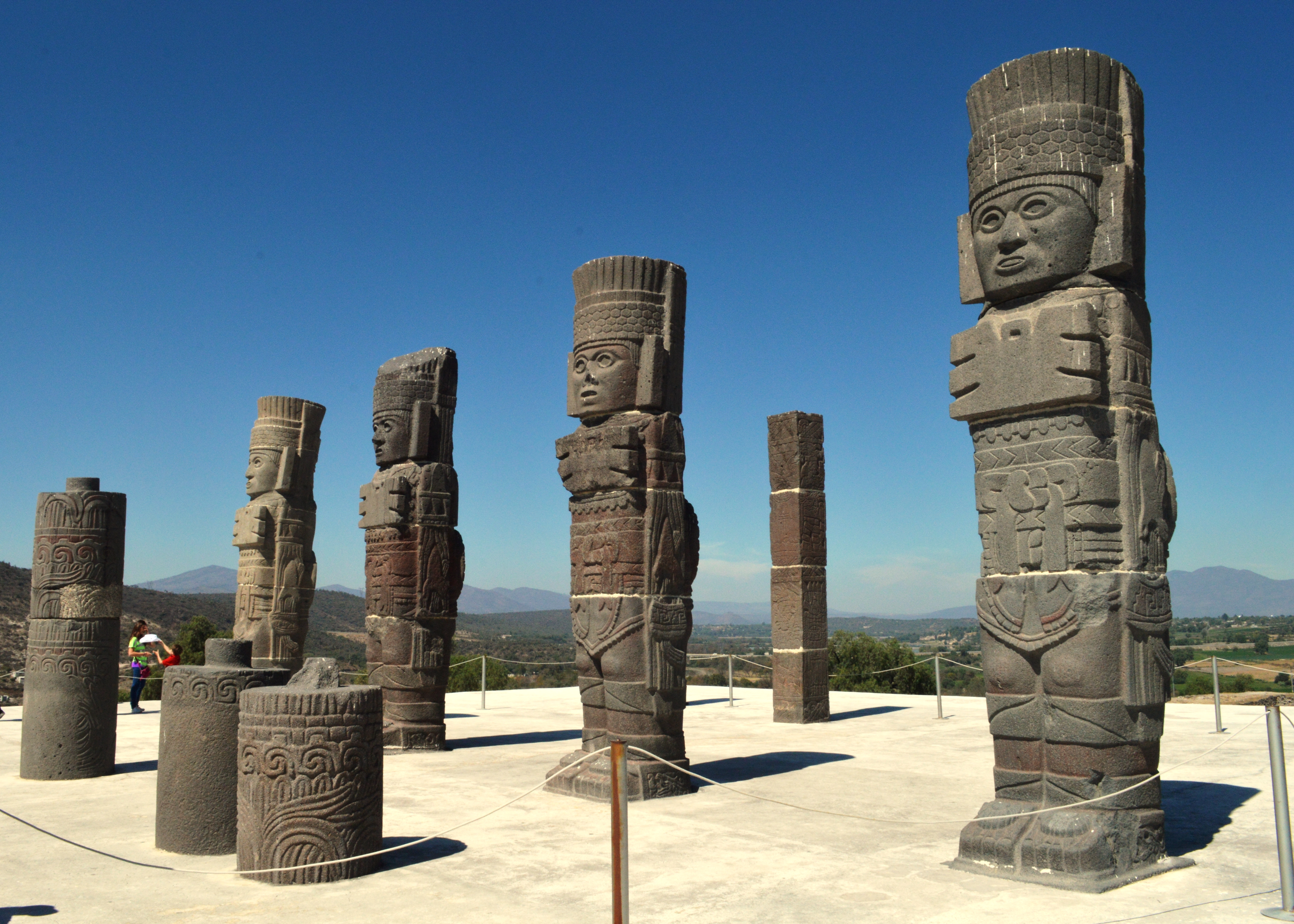
«Атланты» из Тула-Шикокотитлан

Апологеты псевдонауки атлантологии рассматривают Теоберта Малера как представителя старшего поколения немецких атлантологов, которые пытались рационально разбирать вопрос о существовании легендарной Атлантиды. Другим известным представителем этого направления — и при этом респектабельным учёным — являлся африканист-этнограф Лео Фробениус. Поскольку в XIX веке мезоамериканистика находилась в зачаточном состоянии, Атлантида как прародина и источник высокоразвитой цивилизации майя являлась приемлемой гипотезой, особенно в ситуации, когда коренные народы Нового света считались «дикарями», не способными к каменному строительству и изобретению письменности. Как показал независимый исследователь Штефан Мерк, в архиве Малера, хранящемся в берлинском Иберо-Американском институте, не существует ни фотографий, ни рукописей, которые бы однозначно свидетельствовали, что фотограф глубоко интересовался Атлантидой или пытался отыскать некие следы её существования. Упоминаний Атлантиды обнаружилось ровно два. В парижской записной книжке 1878 года, куда Малер заносил заметки и мысли относительно прочитанного (из тридцати сохранившихся книжек конспектам и аннотациям посвящены две). Тогда он штудировал «Сообщение о делах в Юкатане» в издании Брассёра де Бурбура и отметил, что помимо Платона, об атлантах говорится в «Одиссее», а также связывал с этим рассказом статуи «атлантов» в мексиканской Туле. При этом об Атлантиде епископ Диего де Ланда не упоминал, и запись Малера относилась к предисловию аббата де Бурбура, который и был апологетом связей цивилизации майя и Атлантиды; именно Брассёр активно доказывал параллели культур Старого и Нового Света, равно обнаруживая их истоки в затонувшей Атлантиде. В 1879 году в Париже Т. Малер опубликовал статью «Новые исследования руин Паленке», в которой Атлантида упоминается в ироническом тоне.
Ш. Мерк задался вопросом, почему «атлантологи» ассоциируют Малера с предметом своего интереса. Согласно его мнению, впервые о Малере-атлантологе было написано через девять лет после его кончины, в книге Т. Уилларда «Город Священного сенота», опубликованной в 1926 году. В одном из автобиографических пассажей там сообщается, что Малер обещал показать ему ранее неизвестный храм, «расписанный чудесными фресками»; на прорисовке с одной из них показан вулкан, извергающий огонь и дым, гибнущие в воде постройки с людьми и фигура в воинском снаряжении, уплывающая прочь на каноэ. Якобы австрийский фотограф был твёрдо убеждён, что храм доказывает реальность Атлантиды, но «был одержим идеей укрыть его от археологов, дабы ничто не попало в руки музейщиков Пибоди». Эта история сама довольно сомнительна по хронологии, однако Малер был в курсе, что Уиллард дружил с Эдвардом Томпсоном, который не сомневался в реальности затонувшего материка. В 1939 году Роберт Стейси-Джадд поместил в своей книге об Атлантиде фотографию, якобы сделанную Малером, содержание которой точно соответствовало описанию Уилларда. Уиллард характеризовал её как «указание на Атлантиду», но при этом писал, что австрийский инженер-фотограф только перерисовал живопись, а не запечатлел её на фотопластинку. Как отмечал Ш. Мерк, Уиллард наверняка не видел ни фотографий, ни зарисовок, и это само по себе указывает на мистификацию, так как в последнее десятилетие жизни материально стеснённый Малер жил за счёт распродажи своего фотоархива. Примечательно, что единичное изображение в сообщении Уилларда превратилось в целый фриз у Стейси-Джадда. В опубликованной в 1951 году книге Стейси-Джадда «Кабах» фреска превратилась в барельеф, который Малер сфотографировал в некой гробнице, причём ни имя, ни фамилия его не упоминаются. Фотография тоже воспроизводится, и в подписи к ней говорится, что рельеф выполнил калифорнийский скульптор Эрнест Йербисмит «по оригинальному изображению». Журналист Джейсон Колавито, специализирующийся на разоблачениях «альтернативной археологии», сравнил иллюстрацию Стейси-Джадда с оригинальными фото Т. Малера, и пришёл к выводу, что скульптурный прототип явно демонстрирует стиль ар-деко (его подвид «индейское возрождение»): линии более геометрические, чем в искусстве майя. Роберт Стейси-Джадд был по образованию архитектором, работавшим по специальности, а имя Малера даже через пару десятилетий после его кончины придавало авторитетность атлантологическим построениям.
Штефан Мерк категорически заключал, что история Малера-атлантолога была сфабрикована в своих собственных интересах Уиллардом и Стейси-Джаддом, а в век интернета поклонники Атлантиды без всякой проверки включили Малера в свои ряды. Жанровая формула очевидна: «Оригинальная фотография исчезла. Скульптурная панель явно сфальфицирована. Предполагаемый информатор (Малер) скончался задолго до того, как история была предана гласности. Что остаётся? Вера».